# Skarby Mirmiła
Skarby Mirmiła – komiks autorstwa Janusza Christy z serii Kajko i Kokosz.

## O komiksie
Komiks początkowo ukazywał się w odcinkach w 1980 roku w Świecie Młodych pod tytułem „Kajko, Kokosz i Miluś” W roku 1985 całość ukazała się w formie albumu za nakładem wydawnictwa KAW (gdzie wycięto jeden pasek by zrobić miejsce dla tytułu) Komiks został później wydany na nowo przez Egmont Polska w 2003 roku z nowymi kolorami w wykonaniu Tomasza Piornuowskiego. Komiks jako jedyny w serii bezpośrednio nawiązuje do wcześniejszych tomów streszczając historię Smoka Milusia ukazując moment wyklucia się z jajka (Zamach na Milusia) oraz moment, gdy wyrosły mu skrzydła (Koncert Kaprala)

## Fabuła komiksu
Kajko i Kokosz próbują nauczyć Smoka Milusia latać jednak nauka idzie dojść opornie. Bohaterowie postanawiają podkraść trochę maści latania Czarownicy Jagi i zostają za to ukarani i ich ręce rosną do gigantycznych rozmiarów. W dalszej części albumu Smok Miluś zostaje złapany przez Zbójcerzy i ci żądają za jego wypuszczenie tyle złota ile waży ich wódz Hegemon... w pełnej zbroi z orężem.

## Przekłady
W roku 2017 ukazało się tłumaczenie komiksu na esperanto pod tytułem „Kajko kaj Kokoŝo: Trezoroj de Mirmilo”